# Andrés Saliquet
Andrés Saliquet Zumeta, I marqués de Saliquet (Barcelona, 21 de marzo de 1877 - Madrid, 23 de junio de 1959), fue un militar español que participó en el fallido golpe militar contra la II República, que dio origen a la guerra civil española. Durante la contienda se hizo cargo del Ejército del Centro, unidad que agrupaba a las tropas del bando sublevado desde el río Tajo hasta Madrid, Guadarrama y los Montes Universales.

## Biografía
Ingresó en la Academia de Infantería de Toledo el 29 de agosto de 1893, licenciándose en la misma el 24 de junio de 1895. Poco después participó en guerra de Cuba y más adelante en las Guerras de Marruecos, donde ascendió rápidamente. En 1923 ascendió a general de brigada, Durante la dictadura de Primo de Rivera fue nombrado gobernador civil de Santander (1928). Un poco después, en 1929 ascendió a general de división. Seguidamente, el 8 de febrero de 1930 es nombrado gobernador militar de Cádiz. Tras la proclamación de la Segunda República, fue cesado del Gobierno Militar de Cádiz.

### Guerra civil española
Pasó al retiro con las reformas de Azaña, pero se sumó a la conspiración organizada por el general Emilio Mola, el cual le encargó hacerse con el mando de la VII División Orgánica. Con tal motivo, el 19 de julio de 1936 depuso por la fuerza al general Molero y proclamó el estado de guerra en la provincia de Valladolid, haciéndose con el control de la VII División Orgánica y todos sus territorios dependientes. Por ello, fue uno de los militares que el Gobierno republicano dio de baja en el Ejército el 22 de julio de 1936 con la esperanza de poner freno a la rebelión militar. Fue miembro de la Junta de Defensa Nacional que se forma en Burgos, una suerte de Gobierno provisional que inicialmente gobernará en la zona sublevada. Formó parte del grupo de generales que eligió a Franco como jefe del Gobierno y generalísimo de los Ejércitos. Siguió al mando de la VII División y más tarde reconvertida en VII Cuerpo de Ejército.
El 4 de junio de 1937 fue nombrado comandante en jefe del recién creado Ejército del Centro. Esta unidad cubría el frente comprendido desde el Alto Tajo hasta el frente de Cáceres, pasando por Guadarrama, el Frente de Madrid y Toledo. Al final de la contienda, en 1939, tanto él como sus unidades subordinadas participaron en el Desfile de la Victoria de Madrid. El 17 de mayo era ascendido a teniente general.
Serrano Suñer lo describe como "un hombre simpático, honrado, bonachón, nada infatuado, perrunamente fidelísimo al mando".

### Dictadura franquista
Tras el inmediato final de la contienda, el 5 de julio fue nombrado capitán general de la I Región Militar (Madrid). Sin embargo, el 21 de julio fue puesto al frente de la II Región Militar (Sevilla), en sustitución del general Gonzalo Queipo de Llano. Un mes después, el 19 de agosto, volvía a ser nombrado al mando de la capitanía general de Madrid. Desde mayo de 1940, en virtud de una delegación de poderes del dictador, Saliquet se convirtió en el principal responsable de la represión franquista en la capital, firmando cientos de ejecuciones de condenas a muerte dictadas en consejos de guerra sumarísimos. Desde marzo de 1941, desempeñó el cargo de presidente del Tribunal Especial para la Represión de la Masonería y el Comunismo, cargo que ostentaría hasta su muerte.
Durante la dictadura militar fue consejero de Estado y procurador en Cortes. Entre 1945 y 1946 ocupó la presidencia del Consejo Supremo de Justicia Militar, tras su pase a la reserva por cumplir la edad reglamentaria. Le fue concedido el marquesado de Saliquet por Francisco Franco.

## Imputación judicial de 2008
En 2008, fue uno de los treinta y cinco altos cargos del franquismo imputados por la Audiencia Nacional en el sumario instruido por Baltasar Garzón por los presuntos delitos de detención ilegal y crímenes contra la humanidad que supuestamente habrían sido cometidos durante la guerra civil española y los primeros años del régimen de Franco. El juez declaró extinguida la responsabilidad criminal de Saliquet cuando recibió constancia fehaciente de su fallecimiento, acaecido casi cincuenta años antes. La instrucción de la causa fue tan polémica que Garzón llegó a ser acusado de prevaricación, juzgado y absuelto por el Tribunal Supremo.

## Condecoraciones
- Medalla Militar individual, en 1940.
- Gran cruz al Orden del Mérito Militar, en 1943.
- Gran cruz de la Orden de Isabel la Católica, en 1944.